# Michael Jauernik
Michael Jauernik (* 1948 in Oberbayern) ist ein deutscher Bankräuber, Autor und Aktivist für Gefangenenrechte.

## Banküberfälle und Verurteilungen

### Erste Phase: Banküberfälle in den frühen 70er Jahren
Im Alter von 23 Jahren begann er mit ersten Banküberfällen. Er wurde schließlich gefasst und zu einer Freiheitsstrafe verurteilt. Bereits in der ersten Haft und auch während seiner folgenden Haftzeiten schrieb er eine Vielzahl von Leserbriefen, insbesondere an die Hamburger Morgenpost und den Spiegel. Thematisch schimpfte er dabei über Politiker, schlechte Löhne und die Gängelung von Bürgern durch die Obrigkeit:

„Überhaupt ähnelt die Erziehung eines Menschen durchaus der Dressur eines Hundes. Auch menschliche Hunde müssen reinlich sein und dürfen nur dann bellen, wenn es dem Vorgesetzten paßt […] Michael Jauernik, im Knast, weil Bankräuber.“

Nach seiner Entlassung arbeitete er zunächst als Handelsvertreter für Motorenöl, kam aber zu dem Schluss, dass dies „viel Arbeit, wenig Geld“ bedeutete und entschloss sich dazu, seine kriminelle Laufbahn wieder aufleben zu lassen.

### Zweite Phase: Banküberfälle von 1985–1988 –Donnerstagsräuber
1985 verschaffte sich Jauernik eine scharfe Pistole und begann, überwiegend in Hamburg, wieder Banken auszurauben. Er beging seine Taten vorzugsweise am Donnerstag, wenn die Geldinstitute bis 18 Uhr geöffnet hatten, was ihm in der Presse die Bezeichnung Donnerstagsräuber einbrachte. Er gab während der Überfälle stets einen scharfen Schuss ab, ohne eine Person zu verletzen. Nach Begehung der Überfälle flüchtete Jauernik meist zu Fuß in nahegelegene große Einkaufszentren und wartete dort das Ende der ersten Fahndungen ab. Nachdem die Hamburger Polizei besonders gefährdete Banken am Donnerstag zivil überwachen ließ und Jauernik bei einem seiner Überfälle nur knapp entkam, verlegte er seine Tätigkeit nach Süddeutschland, wobei nicht mehr geklärt werden konnte, wie viele Banküberfälle er dort insgesamt beging. Im Juli 1988 wurde er nach einem Überfall auf eine Bank in Ulm vom Bankpersonal verfolgt und in einem nahegelegenen Kaufhaus überwältigt.
Jauernik wurde in der Folge für fünf Banküberfälle in Hamburg, einen in Hannover und den zu seiner Festnahme führenden Überfall in Ulm zu einer Freiheitsstrafe von neun Jahren und zehn Monaten verurteilt. Die Vollstreckung begann am 4. Februar 1989 in der Justizvollzugsanstalt Fuhlsbüttel II.

### Dritte Phase: Banküberfälle ab ca. 2011
„Ab 1993 wurde er vom Strafvollzug dauerbeurlaubt“ (Urteil des LG Hamburg vom 7.10.2019, S. 4.). Er lebte danach in Kiel. Am 29. Dezember 2011 überfiel er maskiert und unter Vorhalt einer Pistole die Filiale der Hamburger Sparkasse (Haspa) am Neuen Steinweg und ebenso am 12. Januar 2017 die Haspa-Filiale in der Holstenstraße, wobei er einem Bankangestellten in den Bauch schoss und lebensgefährlich verletzte. Am 10. Januar 2019 wurde er festgenommen, nachdem er, abermals maskiert und mit einer Pistole bewaffnet, in der Haspa-Filiale in der Langen Reihe etwa 5.000 Euro erbeutet hatte. Die Hauptverhandlung vor dem Schwurgericht begann am 21. Juni 2019 und endete am 7. Oktober 2019 mit einer Verurteilung wegen versuchten Mordes, gefährlicher Körperverletzung  und schwerer räuberischer Erpressung in drei Fällen zu einer Gesamtfreiheitsstrafe von zwölf Jahren und sechs Monaten mit anschließender Sicherungsverwahrung. Dagegen ließ Jauernik mit der Begründung Revision einlegen, ihm sei vor dem Urteil keine ausreichende Gelegenheit zum letzten Wort (§ 258 StPO) gegeben worden. Der Bundesgerichtshof verwarf das Rechtsmittel durch Beschluss vom 27. Mai 2020 und führte zur Begründung aus:
„Nach zehn Tagen Beweisaufnahme konnte [der Angeklagte] fünf Tage lang Ausführungen zu seiner Verteidigung machen. Dass er durch die Vorsitzende dabei 31 mal darauf hingewiesen wurde, dass seine Ausführungen Wiederholungen und Weitschweifigkeiten enthalten, und ihm schließlich eine Frist zur Beendigung seiner Ausführungen gesetzt wurde, lässt Rechtsfehler nicht erkennen.  Denn ein Vorsitzender darf nach § 238 Abs. 1 StPO einschreiten, wenn sich die Ausführungen des Angeklagten in seinem letzten Wort mit nicht zur Sache gehörenden Umständen befassen, fortwährende Wiederholungen oder andere unnütze Weitschweifigkeiten enthalten oder sonst einen Missbrauch seines letzten Wortes darstellen [...]. Nach mehrmaligen erfolglosen Ermahnungen ist auch der Entzug des letzten Wortes möglich [...].“

## Aktivitäten für Gefangenenrechte und Gefangenenrevolte
Jauernik bildete sich während seiner Haftzeiten umfassend juristisch fort und überhäufte die Gefängnisleitung sowie die Gerichte mit über 300 Eingaben und Verfahren. Eine Reihe der Verfahren erledigten sich erst nach erfolgreichen Verfassungsbeschwerden von Jauernik.
Im Juni 1990 führte Jauernik eine fünftägige Gefangenenrevolte in der JVA Fuhlsbüttel an. Jauernik weigerte sich, in der Haft zu arbeiten, weil der Lohn von umgerechnet etwa 3 Euro pro Stunde seiner Ansicht nach unzureichend gewesen sei. Als ihm daraufhin zur Disziplinierung der Fernseher weggenommen wurde, organisierte er die Gefangenenrevolte.
Nach der Revolte wurde Jauernik gegen seinen Willen von Hamburg nach Bayern verlegt. Gegen die Verlegung wehrte er sich mit juristischen Mitteln und bekam vom Bundesverfassungsgericht schließlich Recht. Den Rest seiner Haftzeit wegen der Taten bis 1988 verbüßte er in Hamburg.
Auch während seiner laufenden Inhaftierung in der JVA Fuhlsbüttel ist Jauernik weiterhin juristisch aktiv. Als die Anstalt sich weigerte, ihm über die zwingend vorgeschriebene tägliche „Freistunde“ (Aufenthalt im Freien, auch „Hofgang“) eine weitere Stunde zu genehmigen, ging er dagegen vor Gericht. Die Strafvollstreckungskammer des Landgerichts Hamburg verpflichtete mit Beschluss vom 18. August 2021 die Behörde für Justiz und Verbraucherschutz Hamburg zur Neubescheidung unter Beachtung ihrer Rechtsauffassung und drohte ihr an, im Weigerungsfall ein Zwangsgeld in Höhe von 5000 € zu verhängen. Das ist seit 2012  nach § 120 StVollzG, 172 VwGO möglich, aber bisher kaum praktisch geworden. Das Hanseatische Oberlandesgericht hat am 1. August 2022 diese Entscheidung des Landgerichts bestätigt.

## Werke und Auszeichnungen
- Die Revolte von Santa Fu, 1995, ausgezeichnet mit dem Ingeborg-Drewitz-Sonderpreis 1995 des Ingeborg-Drewitz-Literaturpreises für Gefangene[14]